# Мукерджи, Бинод Бихари
Бинод Бихари Мукерджи (бенг. বিনোদ বিহারী মুখার্জি; 7 февраля 1904, Бехала, Калькутта, Британская Индия — 11 ноября 1980, Нью-Дели) — индийский художник. Является одним из основоположников современного индийского искусства. Мукерджи одним из первых использовал монументализм, как форму художественного выражения. Его настенная живопись проникнута чётким пониманием нюансов окружающей среды и архитектуры.

## Ранние годы
Бинод Бихари Мукерджи родился в городе Бехала (ныне пригород Калькутты), штат Западная Бенгалия. Учился в университете Висва Бхарати в Сантиникетане.

## Творческий путь
Уже с рождения Мукерджи испытывал серьёзные проблемы со зрением: он был слеп на один глаз и страдал от близорукости на втором глазу. Даже после неудачной операции в 1957, когда Мукерджи полностью лишился зрения, он продолжал рисовать и заниматься настенной росписью. В 1919 году Бинод Бихари Мукерджи поступил в Кала Бхавана, факультет искусств университета Висва Бхарати. Одним из его учителей оказался выдающийся индийский художник Нандалал Бозе. Во время учёбы Мукерджи был в близкой дружбе со скульптором Рамкинкаром Байджей. В 1925 году Мукерджи начинает заниматься преподавательской деятельностью в Кала Бхавана. Среди его учеников Джахар Дасгупта, К. Г. Субраманьян, Биохар Ромманохар Синха, скульптор и художник-гравёр Сомнатх Хор, дизайнер Ритен Маджумдар, режиссёр Сатьяджит Рай. В 1949 он уходит из Кала Бхаваны и устраивается в Государственный музей Непала в Катманду. С 1951-52 Мукерджи преподаёт в Университете Банастхали в Раджастхане. В 1952 году вместе с женой Лилой он основывает школу искусств в Массури. В 1958 возвращается в Кала Бхавану и вскоре встаёт во главе факультета.
В 1972 году бывший ученик Мукерджи режиссёр Сатьяджит Рай снимает о нём документальный фильм «Внутренним взором». Фильм представляет собой исследование творческой личности учителя и того, как Мукерджи справляется со слепотой, будучи художником.

## Стилевые особенности
Стиль Мукерджи представляет собой сложное переплетение современного западного искусства с традиционным восточным (как индийским, так и стран Дальнего Востока). В некоторых его работах чётко прослеживается влияние техник, свойственных Китаю и Японии: каллиграфии и акварели. Мукерджи брал уроки каллиграфии у бродячих японских художников. В 1937-38 он провёл несколько месяцев в Японии, учась у Арая Кампо. В то же время Бинод Бихари Мукерджи изучал индийскую миниатюру по фрескам времён правления Раджпутов и Могольской империи. Влияние современного европейского искусства так же явственно прослеживается в его творчестве: он пользуется техниками кубистов для решения проблемы пространства. Но самым примечательным в его творчестве является то, как гармонично он соединяет такие разные школы. Настенные рисунки Мукерджи на кампусе Висва Бхарати подтверждают это.

## Награды
- Падма Вибхушан в 1974.
- Дешикоттама от университета Висва Бхарати в 1977.
- Рабиндра Парускар[англ.] в 1980.